# Пуэрто-Парра
Пуэрто-Парра (исп. Puerto Parra) — город и муниципалитет в северо-восточной части Колумбии, на территории департамента Сантандер. Входит в состав провинции Велес.

## История
Поселение, из которого позднее вырос город, было основано в 1826 году. Муниципалитет Пуэрто-Парра был выделен в отдельную административную единицу в 1981 году.

## Географическое положение

Муниципалитет Пуэрто-Парра

Город расположен в западной части департамента, в пределах правобережной части долины реки Магдалены, на правом берегу реки Караре, на расстоянии приблизительно 110 километров к юго-западу от города Букараманги, административного центра департамента. Абсолютная высота — 96 метров над уровнем моря.
Муниципалитет Пуэрто-Парра граничит на северо-западе с территорией муниципалитета Барранкабермеха, на северо-востоке и востоке — с муниципалитетом Симакота, на юго-востоке — с муниципалитетами Велес и Ландасури, на юге и юго-западе — с муниципалитетом Симитарра, западе — с территорией департамента Антьокия. Площадь муниципалитета составляет 761,4 км².

## Население
По данным Национального административного департамента статистики Колумбии, совокупная численность населения города и муниципалитета в 2015 году составляла 7548 человека.
Динамика численности населения муниципалитета по годам:
| 2005 | 2006 | 2007 | 2008 | 2009 | 2010 | 2011 | 2012 | 2013 | 2014 | 2015 |
| ---- | ---- | ---- | ---- | ---- | ---- | ---- | ---- | ---- | ---- | ---- |
| 6514 | 6609 | 6702 | 6797 | 6905 | 7007 | 7108 | 7205 | 7317 | 7424 | 7548 |

Согласно данным переписи 2005 года мужчины составляли 53,4 % от населения Пуэрто-Парры, женщины — соответственно 46,6 %. В расовом отношении белые и метисы составляли 80,9 % от населения города; негры, мулаты и райсальцы — 19,1 %.
Уровень грамотности среди всего населения составлял 82,2 %.

## Экономика
60,1 % от общего числа городских и муниципальных предприятий составляют предприятия торговой сферы, 28,3 % — предприятия сферы обслуживания, 9,6 % — промышленные предприятия, 2 % — предприятия иных отраслей экономики.